# 中国科学院西安分院
中国科学院西安分院是中国科学院的派出机构，负责联络和协调中国科学院在陕西省的科研单位。1978年11月27日成立，与陕西省科学院合署办公，“一套机构，两块牌子”。

## 历史沿革
1953年7月，中国科学院西北分院筹备委员会成立。1957年5月，中国科学院西安办事处成立。1958年4月，中国科学院陕西分院成立。
1962年9月与中国科学院兰州分院合并成为中国科学院西北分院。1971年5月，西北分院正式撤消，成立西北分院留守组。
1978年11月，中国科学院西安分院、陕西省科学院成立，二者合署办公，“一套机构，两块牌子”。